# فاديم بانوف
فاديم بانوف (بالروسية: Вадим Панов)‏ هو كاتب خيال علمي وكاتب روسي، ولد في 15 نوفمبر 1972 في روسيا.

## وصلات خارجية
- الموقع الرسمي